# Villasalto
Villasalto är en ort och kommun i provinsen Sydsardinien i regionen Sardinien i sydvästra Italien. Kommunen hade 1 046 invånare (2017).